# Distrito de Dhubri
Dhubri (en asamés; ধুবুৰী) es un distrito de India en el estado de Assam. Código ISO: IN.AS.DB.
Comprende una superficie de 2 838 km².
El centro administrativo es la ciudad de Dhubri.

## Demografía
Según censo 2011 contaba con una población total de 1 948 632 habitantes, de los cuales 950 286 eran mujeres y 998 346 varones.